# Archieparchie Zahlé-Furzol
Archieparchie zahlésko-furzolská je archieparchie melchitské řeckokatolické církve, nacházející se v Libanonu.

## Stručná historie a současnost
Eparchie Furzol existovala už od 5. století, ale od roku 1724 měla biskupy ve společenství s Římem, kdy biskup Efthymios Fadel Maalouly prohlásil jeho spojení se Svatým stolcem. 
Roku 1774 bylo sídlo přestěhováno do Zahlé.
Dne 18. listopadu 1964 byla eparchie povýšena na archieparchii. 
Hlavním chrámem je Katedrála Naší Paní od vysvobození. K roku 2012 měla archieparchie 150 000 věřících, 8 eparchiálních kněží, 23 řeholních knězů, 2 stálé jáhny, 23 řeholníků, 37 řeholnic a 39 farností.

## Seznam biskupů a arcibiskupů
- 1724–1775 Efthymios Fadel Maalouly
- 1775–1793 Youssef Farhat
- 1796–1811 Basile Jabaly
- 1811–1813 Macaire Tawil, B.S.
- 1816–1834 Ignace Ajoury
- 1834–1864 Basile Schajat (Shahiat), B.S.
- 1866–1875 Ambroise Basile Abdo
- 1876–1881 Meletios Fakak
- 1881–1898 Ignace Malluk (Malouk)
- 1899–1926 Daher Moughabghab
- 1926–1971 Eftimios Youakim
- 1971–1977 Jean Bassoul
- 1977–1983 Augustin Farah
- 1983–2011 André Haddad, B.S.
- od 2011 Issam John Darwich, B.S.